# Eld
Eld je treći studijski album norveškog metal-sastava Enslaved. Diskografska kuća Osmose Productions objavila ga je 17. ožujka 1997.

## O albumu
Skupina je pisala pjesme na uratku od 1993. do 1996., a snimala ga je u Grieghallenu od 1996. do 1997. Produkciju potpisuju Enslaved i Pytten.
Na naslovnici albuma prikazan je pjevač sastava Grutle Kjellson.

## Glazbeni stil i tekstovi
Eld je, prema riječima Ivara Bjørnsona, „[s] glazbenog gledišta [...] velik korak prema jedinstvenu stilu [sastava]”. U to su vrijeme on i ostali članovi sastava počeli češće slušati glazbu iz sedamdesetih godina 20. stoljeća. Eduardo Rivadavia, pišući za Allmusic, izjavio je da album „sadrži sve tipične Enslavedove osobine: vikinške teme, gitare oštre poput britve, bubnjeve s blast beatovima i osjećaj za orkestraciju, što dovodi do složenih struktura te obilnih harmonija i promjena u glazbenoj mjeri”. Sastav spaja „žestoke rifove s istančanim smislom za osnovne melodije i silovitim, često bijesnim ritmovima koji su raspoređeni prirodnije i složenije nego prije”, a prisutni su i čisti vokali.
Nakon što je sastav objavio EP Hordanes Land, čiji su tekstovi prema Bjørnsonu „čista fantastika”, na naknadnim su pjesmama članovi sastava počeli prepričavati povijesne događaje, a na Eldu „pounutrivati te motive, povezivati ih sa sobom i svojim današnjim životom”. Tekstovi pjesama ispisani su u knjižici albuma na norveškom i engleskom jeziku.

## Popis pjesama
| 1.    | »793 (Slaget om Lindisfarne)« (793 (Bitka kod Lindisfarnea)) | Grutle Kjellson | Ivar Bjørnson      | 16:10 |
| 2.    | »Hordalendingen« (Čovjek iz Hordalanda)                      | Kjellson        | Bjørnson           | 5:19  |
| 3.    | »Alfablot« (Žrtva vilenjacima)                               | Kjellson        | Bjørnson           | 6:33  |
| 4.    | »Kvasirs blod« (Kvasirova krv)                               | Kjellson        | Bjørnson, Kjellson | 7:51  |
| 5.    | »For lenge siden« (Prije mnogo vremena)                      | Kjellson        | Bjørnson           | 8:08  |
| 6.    | »Glemt« (Zaboravljen)                                        | Bjørnson        | Bjørnson           | 8:04  |
| 7.    | »Eld« (Vatra)                                                | Kjellson        | Bjørnson, Kjellson | 6:36  |
| 58:46 |                                                              |                 |                    |       |

## Recenzije
| Recenzije           | Recenzije |
| Izvor               | Ocjena    |
| ------------------- | --------- |
| AllMusic            | [ 1 ]     |
| Chronicles of Chaos | 9/10      |
| Sputnikmusic        | 3/5       |

Eld je podijelio kritičare. Pišući za časopis Metal Hammer, Robert Müller izjavio je da je pjesmama na Eldu „potrebno više vremena kako bi udovoljile [slušateljima] [...], uglavnom zato što su malčice dulje od onoga što dopuštaju strukture black metal pjesama s vikinškim pripjevima”. Bjørnson je izjavio da je to „vjerojatno naš najtajnovitiji album: kako su ga poimali tada i kako se poima danas govori mnogo o tome koliko se valja oslanjati na prve dojmove”.
Eduardo Rivadavia dao mu je dvije i pol zvjezdice od njih pet u recenziji za AllMusic izjavivši da je Enslaved od svih skupina nadahnutih Bathoryjevim viking metalom ostao najvjerniji tom stilu i dodavši da je „793 (Slaget om Lindisfarne)” veličanstvena uvodna suita kojom bi se ponosio i sam Quorthon iz Bathoryja. Međutim, za ostale je pjesme rekao da su odlične samo u određenim trenucima te da je album vrijedno izdanje za zbirku ozbiljnih Enslavedovih obožavatelja, ali da ga obični slušatelji ne moraju odslušati. Jedan mu je recenzent u osvrtu za Sputnikmusic dao tri boda od njih pet izjavivši da je riječ o „nespretnoj promjeni koja ne može ugoditi ni obožavateljima ranijih radova ni obožavateljima novijih radova”. Komentirao je da je album „prepun rifova”, ali da „nisu dovoljno oblikovani i nadahnuti”. Međutim, poput Rivadavije pohvalio je uvodnu pjesmu spomenuvši da „[t]o što traje više od 16 minuta nikad nije problem, to je bez sumnje najbolji dio albuma”.
U osvrtu za Chronicles of Chaos Henry Akeley dao mu je devet bodova od njih deset te komentirao da se skupina „vrlo učinkovito služi uzbudljivim 'čistim' vokalima” i da pritom pjesmama „koje već odišu strašću pridaje mnogo emotivnosti”. Dodao je: „Kad bi Grutle naučio kako čistim glasom iskazati sličnu vokalnu snagu kakvu iskazuju njegovi grubi vokali, neke od tih dionica zaista bi zvučale veličanstveno.” Zaključio je recenziju izjavivši da je Eld „odličan album skupine koja ima zaseban stil”.

## Zasluge
| Enslaved - Ivar Bjørnson – gitara, klavijature, produkcija - Grutle Kjellson – bas-gitara, vokali, produkcija, fotografija - Harald Helgeson – bubnjevi, produkcija | Ostalo osoblje - J. W. H. (Jannicke Wiese-Hansen) – logotip - Pytten (Eirik Hundvin) – produkcija, inženjer zvuka - J. Traaen (Jørgen Træen) – inženjer zvuka - Karl Henrik Nymo – fotografija - S. Johnsen (Steinar Sverd Johnsen) – fotografija |